# Museo extremeño e iberoamericano de arte contemporáneo

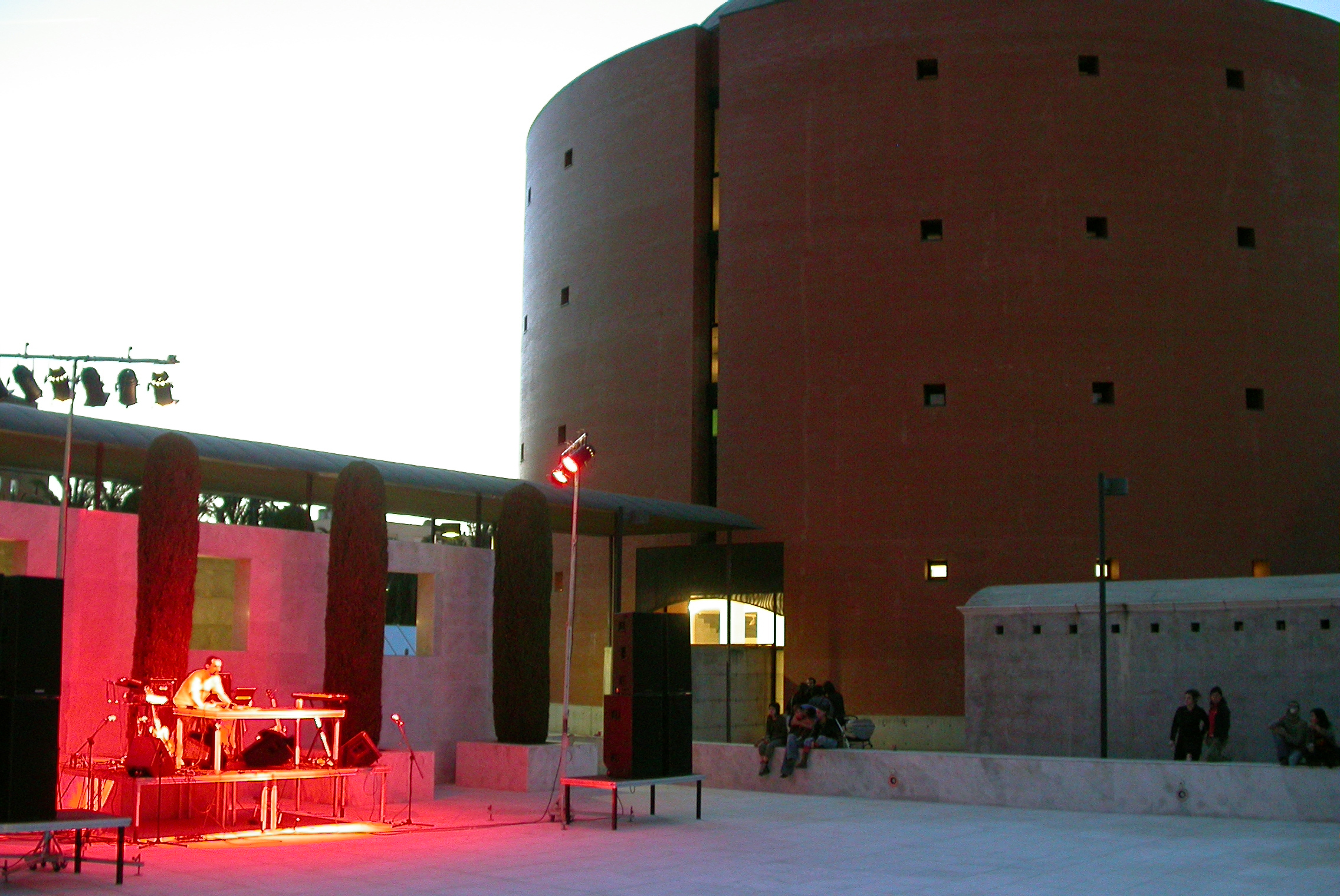
MEIAC

Het Museo extremeño e iberoamericano de arte contemporáneo of MEIAC is een museum in de Spaanse stad Badajoz. 
Het museum werd in 1995 geopend. Er wordt moderne kunst tentoongesteld van kunstenaars uit Spanje, Portugal en Latijns-Amerika. Er worden 1475 kunstwerken tentoongesteld van onder anderen Luis Buñuel, el Equipo, Daniel Canogar, Miquel Navarro, Eduardo Naranjo, Ouka Leele, Daniel Garcia Andujar, Gustavo Romano Juan Barjola o Pablo Palazuelo.